# Anneli Mylly
Anneli Mylly, född 6 september 1969, är en svensk politiker.
Mylly är kommunstyrelsens ordförande i Degerfors kommun.

## Valresultat
| Parti | Parti               | Kandidat       | Kommun |
| Parti | Parti               | Kandidat       | Röster |
| ----- | ------------------- | -------------- | ------ |
|       | Moderaterna         | Anna Nordqvist | 155    |
|       | Vänsterpartiet      | Peter Pedersen | 130    |
|       | Vänsterpartiet      | Anneli Mylly   | 102    |
|       | Socialdemokraterna  | Johanna Svärd  | 100    |
|       | Sverigedemokraterna | Peter Nyström  | 85     |
|       | Sverigedemokraterna | Leif Erixon    | 78     |
|       | Sverigedemokraterna | Thomas Ågren   | 72     |
|       | Kristdemokraterna   | Jan Johansson  | 56     |